# NGC 7535
NGC 7535 is een spiraalvormig sterrenstelsel in het sterrenbeeld Pegasus. Het hemelobject werd op 29 september 1886 ontdekt door de Amerikaanse astronoom Lewis A. Swift.

## Synoniemen
- UGC 12438
- MCG 2-59-10
- ZWG 431.23
- PGC 70761